# Chorizagrotis expugnata
Chorizagrotis expugnata är en fjärilsart som beskrevs av Corti 1932. Chorizagrotis expugnata ingår i släktet Chorizagrotis och familjen nattflyn. Inga underarter finns listade i Catalogue of Life.